# Antonio Rodríguez de Villegas
Antonio Rodríguez de Villegas (Castilla, siglo XVI – Filipinas, 1621). Letrado, oidor en Filipinas.

## Biografía
Miembro de una familia de la hidalguía castellana, su padre fue también Oidor en México.  Fue hermano de Andrés Rodríguez de Villegas, gobernador de Isla Margarita (1618) y de Florida, en 1628. Se doctoró en Cánones en 1611, y de 1615 a 1619 fue rector de la Real y Pontificia Universidad de México. Era alcalde mayor de Huachinango, en Nueva España, cuando en 1616 fue designado oidor de la Real Audiencia de Filipinas. Sin embargo, cayó gravemente enfermo y fue a tratarse a Ciudad de México, donde estuvo cinco meses convaleciente. En marzo de 1619 partió hacia Filipinas, con la salud muy mermada, por lo que sólo podía comparecer en el Real Acuerdo para asuntos muy candentes. Aun así, se enfrentó al gobernador, militar arbitrario y autoritario, a quien no le agradaba ser fiscalizado por los oidores.